# Munnekens-Vinkel
Munnekens-Vinkel is een buurtschap in de gemeente Bernheze in de Nederlandse provincie Noord-Brabant. Het ligt drie kilometer ten zuidwesten van Heesch. 
Het aantal inwoners van de buurtschap per 1 januari 2023 is onbekend, omdat het CBS de BAG-woonplaats "Munnekens-Vinkel", niet als zodanig afgebakende wijk/buurt heeft ingedeeld. Voor het CBS maakt Munnekens-Vinkel onderdeel uit van de veel grotere buurten "Zoggel - Berkt" en "De Bleeken - 't Grolder". Totdat Vinkel met Geffen en Nuland fuseerde tot de gemeente Maasdonk hoorde Munnekens-Vinkel bij Vinkel. Dit deel werd echter in 1994 bij Heesch gevoegd, zoals de gemeente Bernheze toen heette.
De toevoeging Munneken komt van een groep kluizenaars die zich omstreeks 1195 na Christus vestigden in Heesch-Vinkel. 
Hoofdplaats: Heesch      Woonplaatsen: Heeswijk-Dinther · Loosbroek · Nistelrode · Vorstenbosch

Buurtschappen: Beugt · Berkt · Bus · Dintherse Hoek · Donzel · Fokkershoek · Hazelberg · Hommelse Hoeven · Hooge Wijst · Kameren · Kantje · Kilsdonk · Lage Wijst · Loo · Menzel · Munnekens-Vinkel · Rakt (deels) · Rukven · Zevenbergen · Zoggel

Noord-Brabant: Steden en dorpen      Nederland: Provincies · Gemeenten